# Ocotal Ojo de Agua
Ocotal Ojo de Agua är en ort i Mexiko.   Den ligger i kommunen La Trinitaria och delstaten Chiapas, i den sydöstra delen av landet, 900 km öster om huvudstaden Mexico City. Ocotal Ojo de Agua ligger 1 517 meter över havet och antalet invånare är 177.
Terrängen runt Ocotal Ojo de Agua är kuperad åt sydost, men åt nordväst är den platt. Runt Ocotal Ojo de Agua är det ganska glesbefolkat, med 43 invånare per kvadratkilometer. Närmaste större samhälle är Vicente Guerrero, 12,4 km sydväst om Ocotal Ojo de Agua. I omgivningarna runt Ocotal Ojo de Agua växer huvudsakligen savannskog.